# Friggeråkers församling
Friggeråkers församling var en församling i Skara stift och i Falköpings kommun. Församlingen uppgick 2010 i Mössebergs församling.  

## Administrativ historik
Församlingen har medeltida ursprung. 
Församlingen var till 1400-talet moderförsamling i pastoratet Friggeråker och Torbjörntorp för att därefter till 2010 vara annexförsamling i pastorat med Falköpings (stads)församling som moderförsamling. Församlingen uppgick 2010 i Mössebergs församling.

## Kyrkor
Som församlingskyrka användes från 1872 Torbjörntorps kyrka. År 1955 återuppfördes Friggeråkers kyrka.